# ハニーバン
ハニーバン（英: Honey bun）は、生地の中に蜂蜜と渦巻き状のシナモンを加えて揚げた酵母パスティであり、アイシングで照りがつけられている。一般的に知られているベーカリー製品であるスイートロールとは異なり、ハニーバンはリトル・デビー、ホステスやダッチェスのような企業によって製造され、コンビニエンスストアや自動販売機などでよく見られる。標準的には個別包装、単独、もしくは箱詰めで販売されており、冷凍、出来立てのまま、もしくは常温で食べられる軽食または携帯用の朝食アイテムである。

## 歴史
ハニーバンは1954年頃にノースカロライナ州グリーンズボロにあるグリフィン・パイ社のハワード・グリフィンが発案したとされている。

## 文化
刑務所販売部で販売されているハニーバンはアメリカの刑務所内で通貨として用いられてもいる。フロリダ州では2010年の時点で1ヶ月につき27万個を売り上げている。報道された事例としては、マイアミにある少年施設で看守に使嗾された一部の収容者が同じく収容されていた10代の少年に暴行を加えて死亡させた事件に際し、暴行を加えた報酬として看守はハニーバンを用いていた。この事件を調査した国選弁護人が「ここでのハニーバンは100万ドルのようなものだ」と語ったと伝えられている。